# Mitch Kupchak
Mitchell "Mitch" Kupchak, född 24 maj 1954 i Hicksville i New York, är en amerikansk basketpersonal och före detta basketspelare. Han var general manager för Los Angeles Lakers.

## Landslagskarriär
Mitch Kupchak var med och tog OS-guld i basket 1976 i Montréal. Detta var USA:s åttonde guld i herrbasket i olympiska sommarspelen. Kupchak var med och vann NBA tre gånger under sin karriär: 1978 med Washington Bullets samt 1982 och 1985 med  Los Angeles Lakers.